# Gilmar
Gylmar dos Santos Neves, celosvětově známý spíše jako Gilmar (22. srpna 1930, Santos – 25. srpna 2013, São Paulo) byl brazilský fotbalista, brankář.
S brazilskou reprezentací vyhrál mistrovství světa roku 1958 a za čtyři roky i světový šampionát v Chile. Zúčastnil se i světového šampionátu v Anglii roku 1966. Za brazilský národní tým odehrál 94 zápasů.
S Santos FC dvakrát vyhrál nejprestižnější jihoamerickou klubovou soutěž, Pohár osvoboditelů (Copa libertadores), a to v letech 1962 a 1963. Ve stejných ročnících se Santosem také vždy následně získal Interkontinentální pohár.
Mezinárodní federace fotbalových historiků a statistiků (IFFHS) ho vyhlásila 11. nejlepším gólmanem 20. století.